# Jan Thomas van Ieperen
Jan Thomas ou Jan Thomas van Ieperen (aussi Jan Thomas van Yperen), baptisé le 5 février 1617 à Ypres, et mort en 1673 ou en 1678 à Vienne, est un peintre baroque flamand, dessinateur et un graveur actif à Anvers et à la cour des Habsbourg à Vienne. Il est connu pour ses portraits des souverains autrichiens ainsi que pour ses scènes pastorales, mythologiques et religieuses.

## Biographie
Jan Thomas est né le 1er ou 5 février 1617 à Ypres en Flandre,. Il est baptisé dans sa ville natale le 5 février 1617.
On sait peu de choses sur la formation de l'artiste. Le biographe flamand du XVIIe siècle Cornelis de Bie écrit dans son Het Gulden Cabinet que Jan Thomas est un élève de Peter Paul Rubens. D'après Hind, Jan Thomas est également un élève de Rubens. Cependant, les érudits modernes ont tendance à considérer Jan Thomas comme l'un des nombreux collaborateurs de l'atelier de Rubens qui a contribué à de grandes commandes telles que les décorations pour la Torre de la Parada, le pavillon de chasse du roi d'Espagne (1636-1638).
En 1640, Jan Thomas devient franc-maître de la Guilde de Saint-Luc d'Anvers,. En 1641/1642, il prend Andris Lamberechts comme apprenti et l'année suivante, Andries de Coninck et Jacob Sons rejoignent son atelier comme élèves. Le 26 février 1642 à Anvers, il épouse Jacoba Maria Cnobbaert, la fille du libraire anversois Joannes Cnobbaert. La même année, il acquiert la nationalité anversoise. En 1652, le troisième enfant de Jan Thomas est baptisé dans l'église Saint-James à Anvers, ce qui prouve qu'il vivait encore dans cette ville.
On pense que Jan Thomas quitte Anvers en 1654 pour travailler comme peintre pour l'évêque de Mayence, Johann Philipp von Schönborn l'une des cours importantes de l'époque. Vers 1658, il se trouve à Francfort à l'époque du couronnement de Léopold 1er en tant qu'empereur du Saint Empire Romain germanique et peint un portrait de l'empereur (aujourd'hui perdu). Au cours de cette période, il reçoit également des commandes de l'Archiduc Léopold Guillaume d'Autriche. À la fin des années 1650, Jan Thomas vit certainement avec sa famille à Vienne. Dans cette ville il reçoit des commandes de la cour impériale et peint les portraits de Léopold Ier et de sa femme Marguerite Thérèse en costume de théâtre. Ces portraits sont réalisés à l'occasion des célébrations entourant le mariage du couple impérial en 1666.
Jan Thomas reçoit également des commandes du clergé supérieur et de l'aristocratie, comme la Maison de Zrinski. Il peint un portrait du général et poète Miklós Zrínyi juste avant la mort de celui-ci en 1664.
D'après le Grove Art Online, il est mort en 1673. D'après le Bénézit, il meurt le 6 septembre 1678 à Vienne, le Dictionnaire des peintres belges précise que c'est à l'hôtel Dorotheum.

## Œuvres
En plus des grands tableaux d'histoire religieuse, Jan Thomas peint des paysages avec des figures mythologiques ou pastorales ainsi que des portraits. Il réalise un grand nombre de portraits de Leopold William, de l'empereur Léopold Ier ainsi que d'autres membres de la famille royale et aristocratique des Habsbourg.
Son style montre un lien étroit avec l'œuvre de Rubens, en particulier Rubens travaux ultérieurs qui a été envoyé directement à l'Espagne. C'est la preuve qu'il a probablement travaillé dans l'atelier de Rubens à la fin de la vie du maître et/ou juste après sa mort. Comme son contemporain Frans Wouters, nombre de ses œuvres reflètent le style baroque monumental de Pierre-Paul Rubens, dans le petit contexte des cabinet de peintures.
Vers 1658, Jan Thomas commence à travailler avec le nouveau médium de la manière noire. Une de ces œuvres à la manière noire est un portrait de Titien de 1661, qui est consacré à l'Impératrice Eléonore, veuve du père de Léopold 1er, Empereur Ferdinand III. En plus des gravures à la manière noire, Jan Thomas réalise également des gravures. Il exécute des gravures de ses propres compositions ainsi que des œuvres d'autres artistes tels que Rubens, Antoine van Dyck, Gerard Dou et Giovanni Ambrogio Figino.

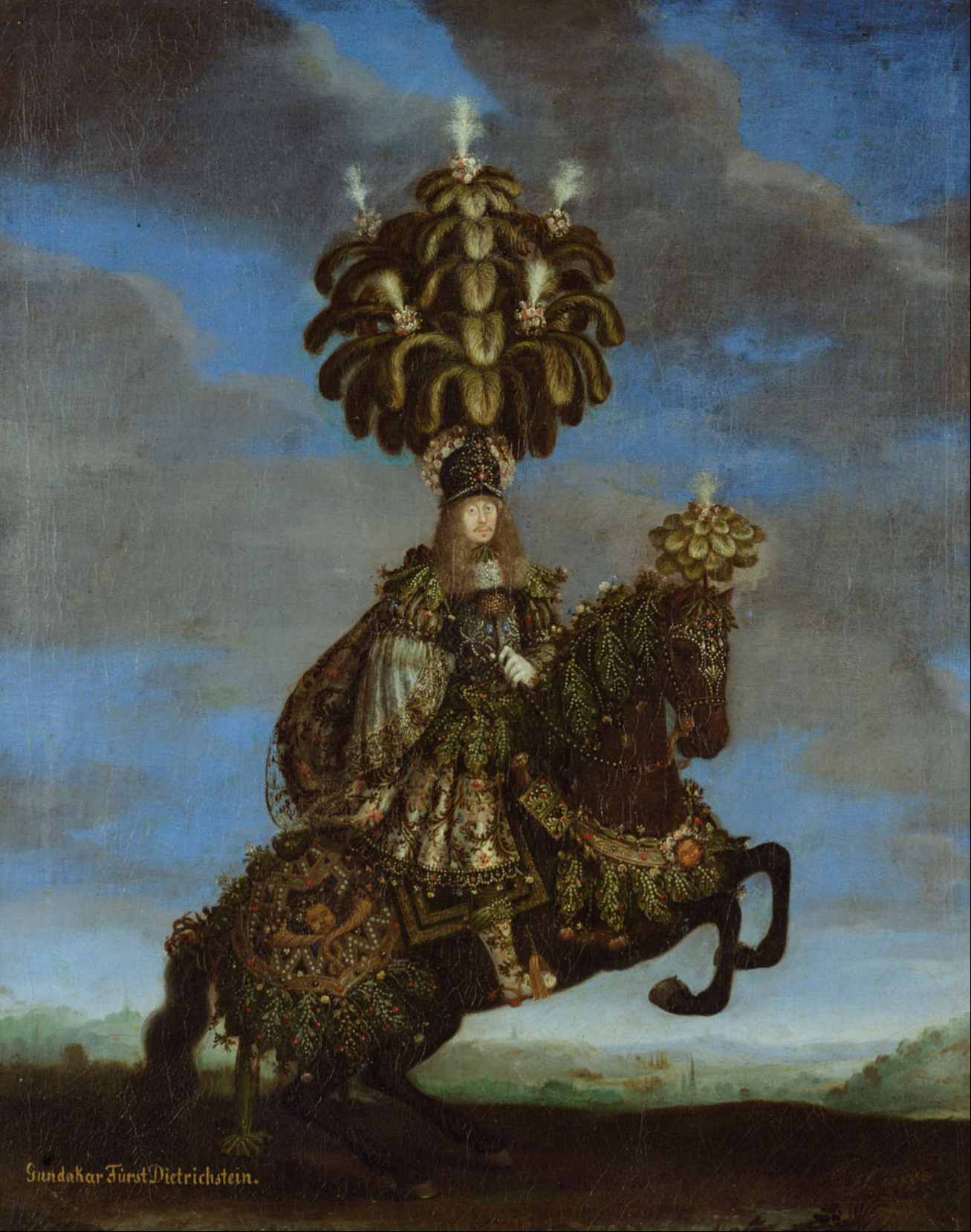
Gundakar, prince de Dietrichstein.
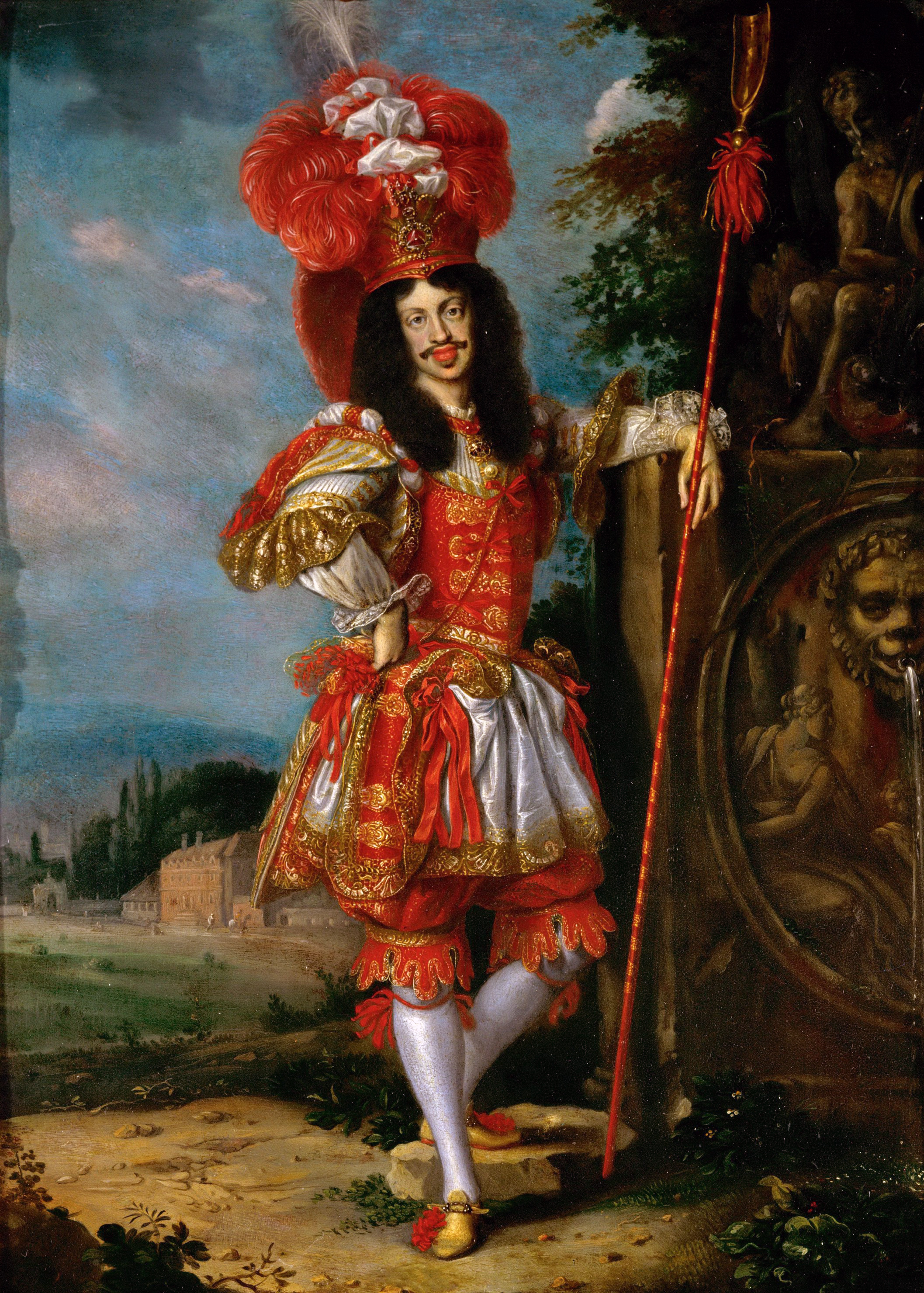
Léopold I en tant qu'Acis dans la pièce "la Galatée".
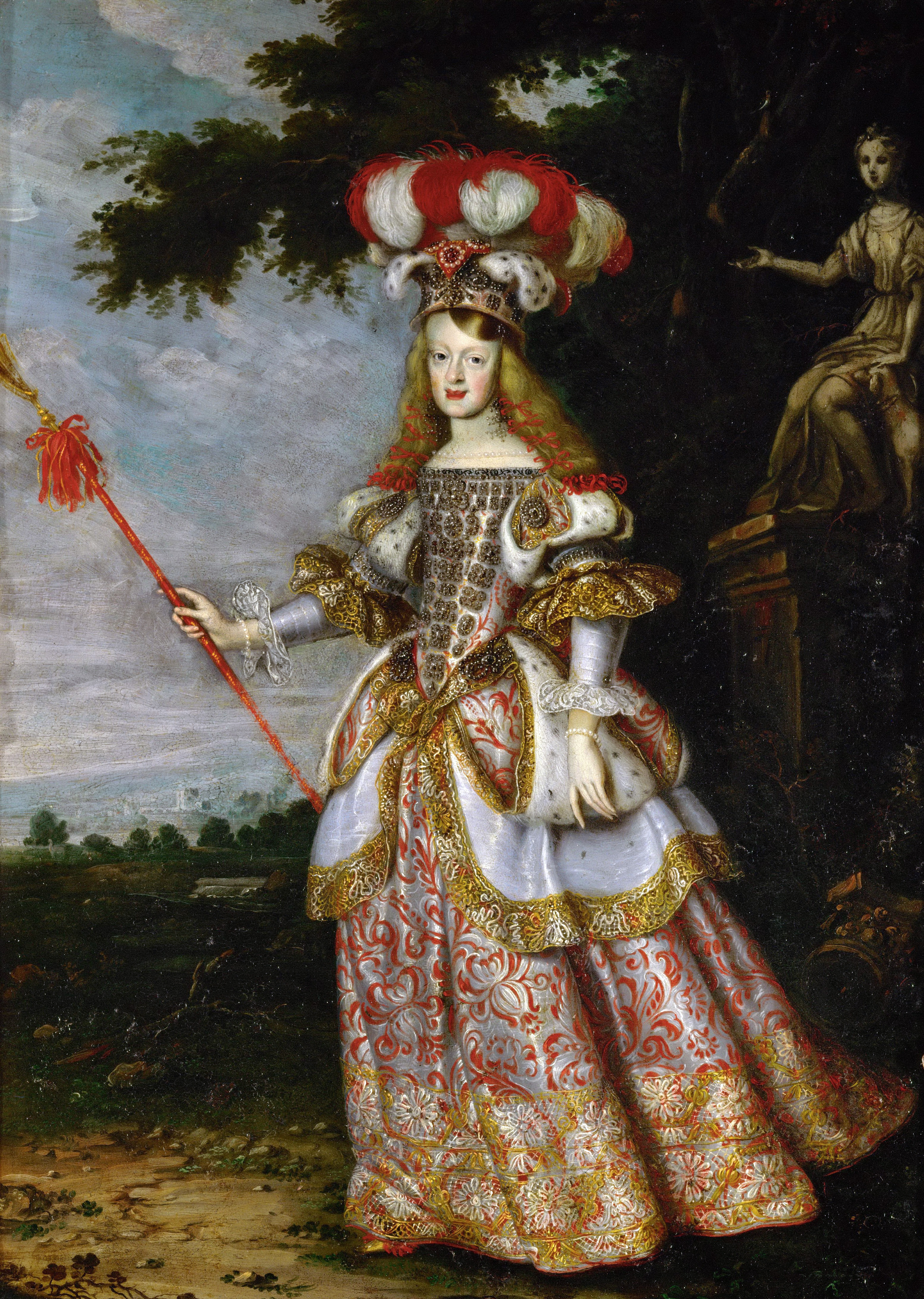
L'infante Marguerite-Thérèse, impératrice, en robe de théâtre
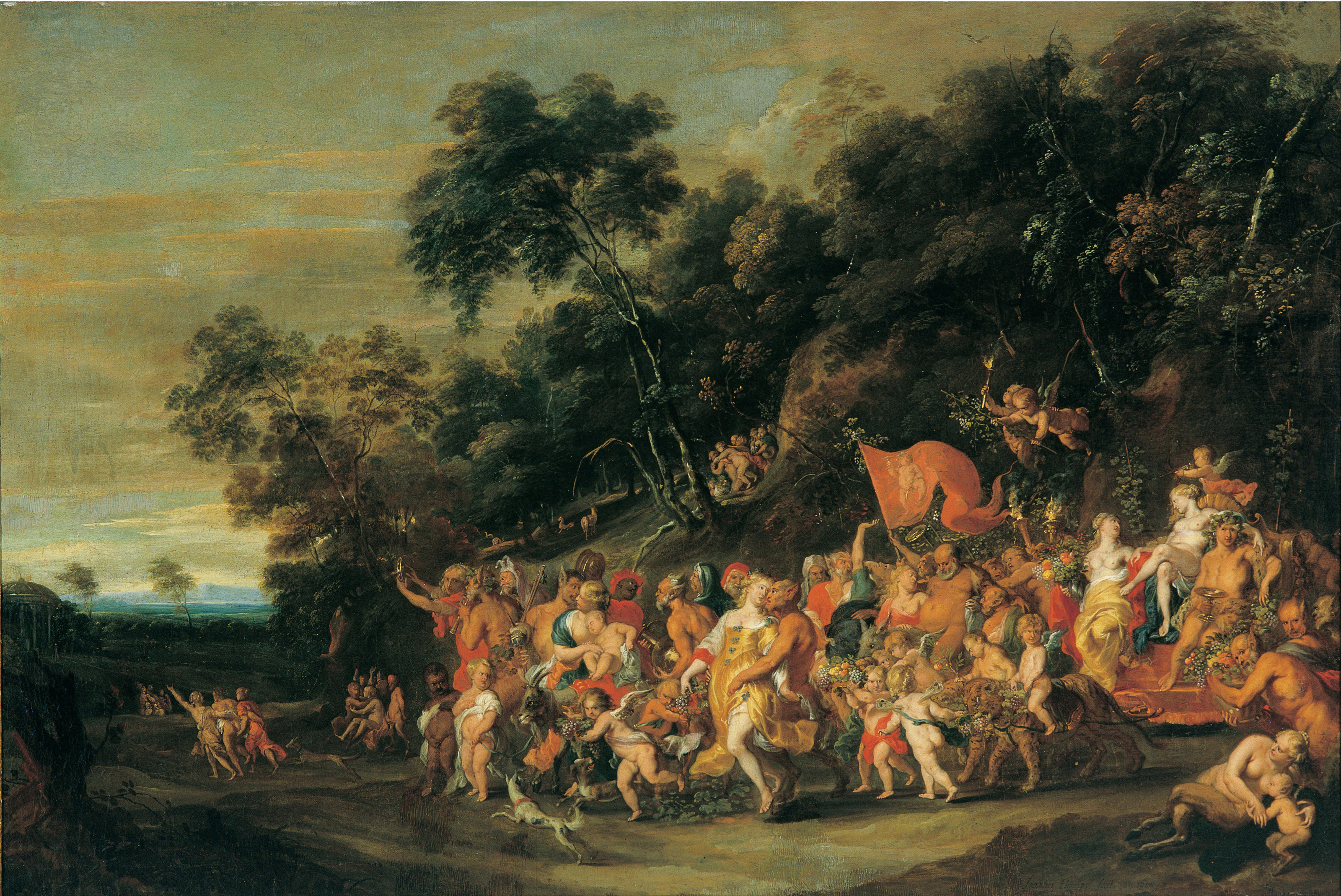
Le Triomphe de Bacchus.
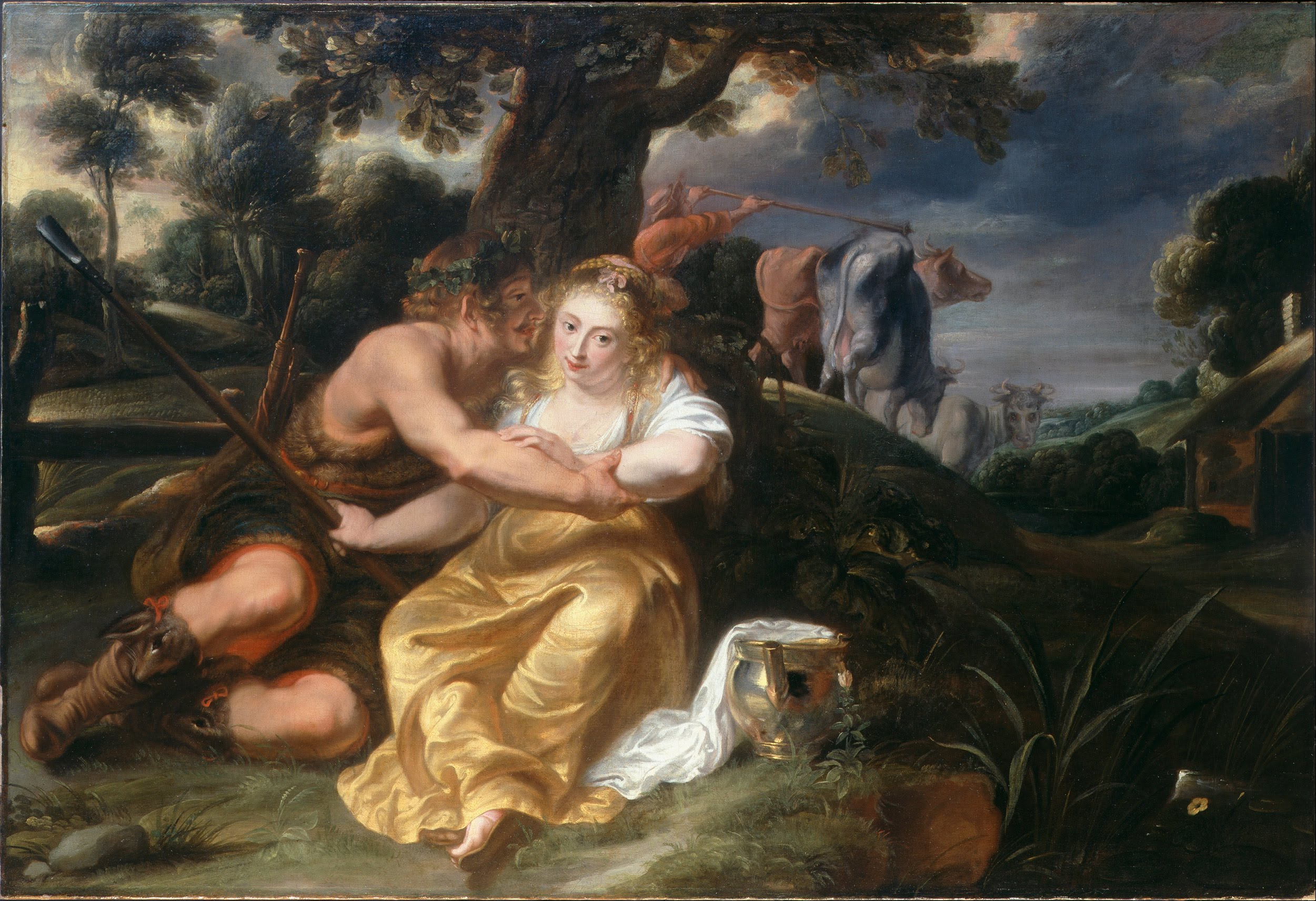
Berger et bergère.
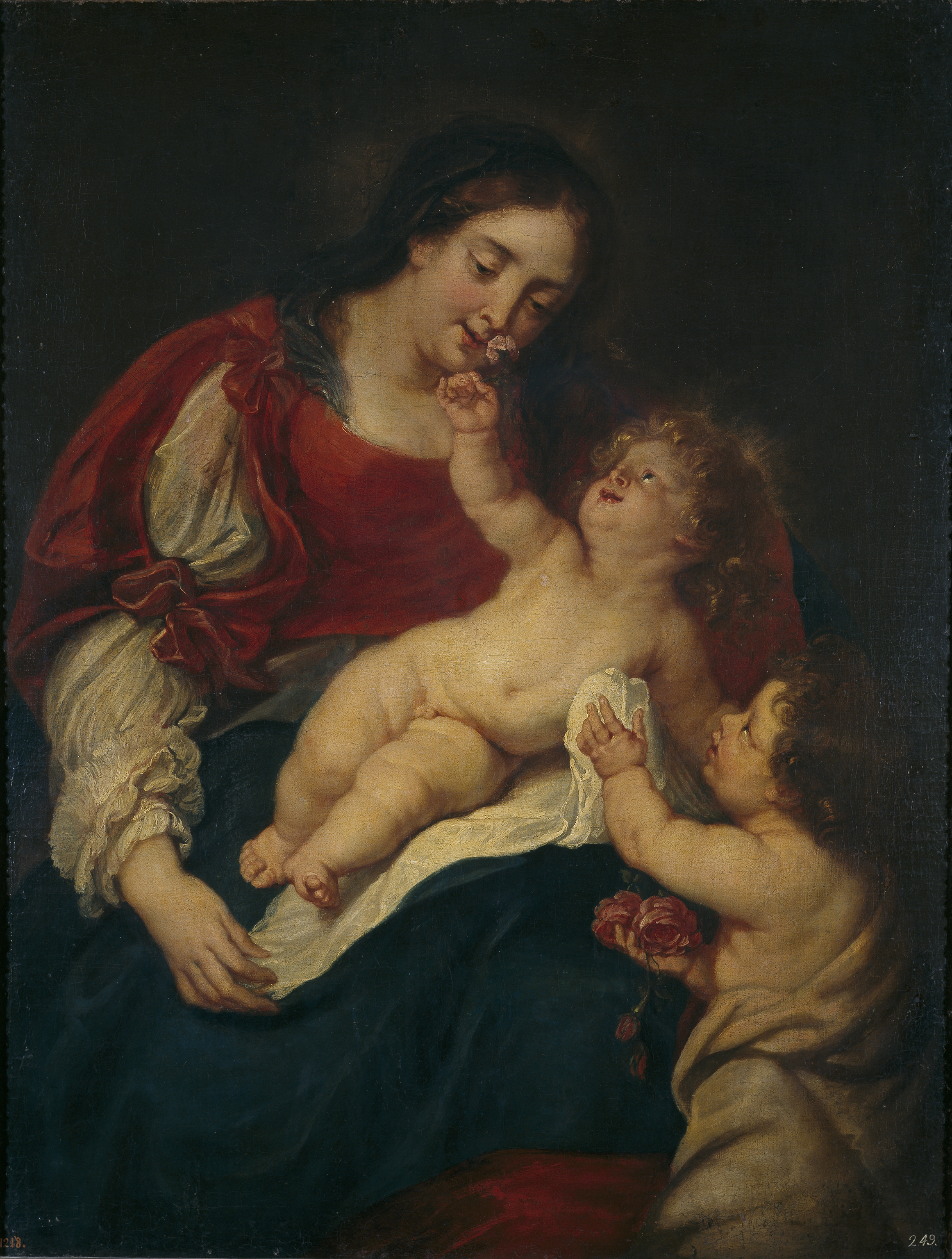
La Vierge aux Roses, huile sur toile, 111 x 86 cm, Madrid, musée du Prado.